# Käringbergen
Käringbergen är ett naturreservat i  Söderköpings kommun i Östergötlands län.
Området är naturskyddat sedan 2015 och är 30 hektar stort. Reservatet består av äldre hällmarkstallskog, granskogsområden och sumpskogar.